# Kim Sae-ron
Kim Sae-ron (kor. 김새론; ur. 31 lipca 2000 w Seulu, zm. 16 lutego 2025 tamże) – południowokoreańska aktorka.

## Kariera
Kim Sae-ron rozpoczęła karierę jako aktorka dziecięca w wieku dziewięciu lat i zyskała popularność dzięki filmom Całkiem nowe życie (2009) i Człowiek znikąd (2010). Gdy Kim osiągnęła wiek nastoletni, obsadzono ją w większej liczbie głównych ról, m.in. w filmie A Girl at My Door (2014). Zagrała także w serialach telewizyjnych, w tym m.in. Listen to My Heart (2011), The Queen's Classroom (2013) i Hi! Szkoła: Miłość dalej (2014). Pierwszą główną rolę w filmie dla dorosłych zagrała w dramacie telewizyjnym Secret Healer (2016).

## Życie prywatne
Kim Sae-ron urodziła się w Seulu 31 lipca 2000 roku, miała dwie młodsze siostry, Kim A-ron i Kim Ye-ron, które również są aktorkami. Uczęszczała do szkoły podstawowej Miyang w Seulu, a w lutym 2016 roku ukończyła szkołę średnią Yang-il w Ilsan. Następnie rozpoczęła naukę w School of Performing Arts Seulu. W 2018 roku Kim została przyjęta na Wydział Sztuk Scenicznych i Filmoznawstwa Uniwersytetu Chung-Ang.

## Śmierć
16 lutego 2025 roku ciało Kim znalazła przyjaciółka w jej domu w dzielnicy Seongdong w Seulu. Za przyczynę śmierci uznano samobójstwo.

## Nagrody
- 2010: Buil Film Awards – za film: A Brand New Life
- 2013: MBC Drama Awards – za film: The Queen's Classroom
- 2014: Blue Dragon Film Awards – za film: A Girl at My Door
- 2015: Golden Rooster and Hundred Flowers Film Festival – za film: Snowy Road
- 2016: Korea Drama Awards – za film: Secret Healer